# Progress (Italië)
Progress is een historisch merk van motorfietsen.
Het Italiaans bedrijfje van Emilio Carra, bouwde vanaf 1983 trialmotoren voorzien van een TAU-tweetaktblok.
CCE Design. 